# کار مازاد
کار اضافی یا کار مازاد (به انگلیسی:Surplus labour انبه آلمانی: Mehrarbeit) مفهومی است که کارل مارکس در نقد اقتصاد سیاسی از آن استفاده کرده‌است. این اصطلاح به معنای کاری است که بیش از کار لازم برای تولید وسایل معیشت کارگر («کار ضروری») انجام می‌شود. «مازاد» در این زمینه به معنای کار اضافی است که یک کارگر باید در کار خود و فراتر از نیاز خود برای کسب درآمد انجام دهد. بر اساس اقتصاد مارکسیستی، کار مازاد معمولاً کار کم مزد یا بدون مزد است.

## انتقاد از مفهوم کار مازاد مارکس
به گفته فرد موزلی (Fred Moseley)، اقتصاددان، «نظریه اقتصادی نئوکلاسیک تا حدی برای حمله به مفهوم کار مازاد یا ارزش اضافی و استدلال اینکه کارگران تمام ارزشی را که در تلاش‌های خلاقانه آنها تجسم می‌یابد دریافت می‌کنند، ایجاد شده»
برخی از انتقادات پایه مدرن از نظریه مارکس را می‌توان در آثار پیرسون، دالتون، باس، هاجسون و هریس یافت (به منابع مراجعه کنید).